# ジェリコ941

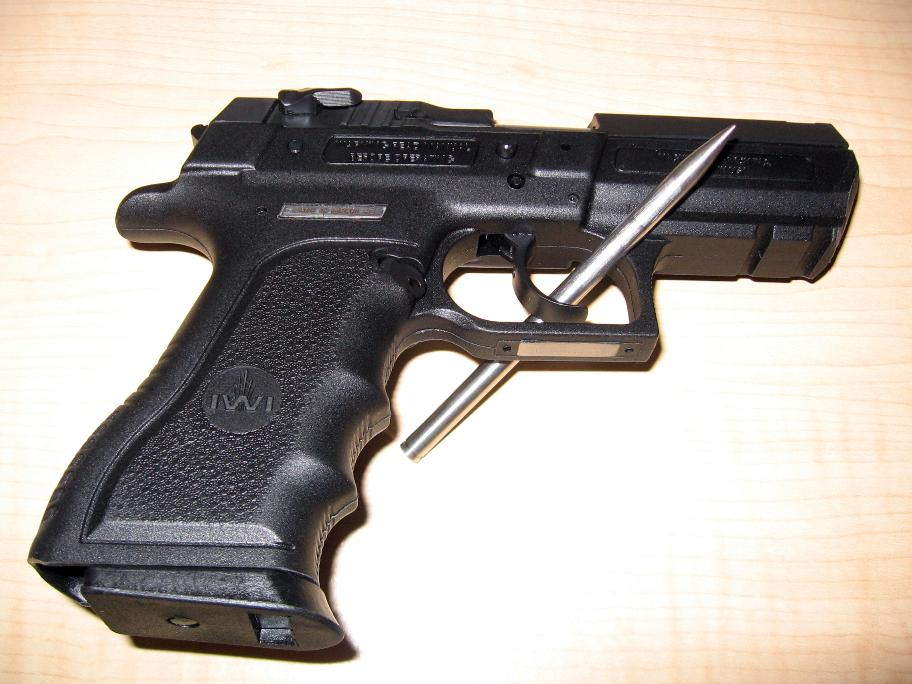
ジェリコ941のポリマーフレームモデル

ジェリコ941（Jericho 941）は、イスラエルの兵器製造コンツェルンであるIMI社（現：イスラエル・ウェポン・インダストリーズ社（IWI社）によって開発された自動拳銃。1990年より登場した。通称「ベビーイーグル」。

## 特徴
イタリアのタンフォリオ社がチェコのCz75を元に開発したTA90の技術提供によって開発された。Cz75と比べて、スライドマウントセーフティー/デコックを搭載したモデルの存在、独特の台形のスライドによりCz75の弱点である剛性不足を解決、メンテナンスも容易といった特徴を持つ。
マズルフェイスからスライド前半の台形形状、グリップのテクスチャー、ハンマー形状、グリップフレームのテール部分形状などに、北米の民間市場を意識して成功作であるデザートイーグルシリーズのラインを取り入れている。
さらに、同じスライドとフレームながら銃身（バレル）や弾倉（マガジン）を交換することで9x19mmパラベラム弾だけでなく.41AE弾や.40S&W弾、バリエーションのジェリコ945では.45ACP弾も使用可能である。販売当初は.41AE弾と9mm弾の交換キットがセットで販売されていた。しかし、.40S&W弾が急速にシェアを伸ばしたことから同等の性能を持つ.41AE弾は市場から駆逐され衰退していき、ジェリコ941発売よりわずか1年程で.41AE弾の交換キットは生産終了している。後に9mm弾と.40S&W弾の交換キットモデルが販売される事となった。
初期はスチール製モデルのみであったが、後にポリマーフレーム製もラインナップされている。また、各種オプションを装着できるよう、マウントレールを備えたモデルも用意されている。

## 名前の由来
「ジェリコ」という名は、パレスチナの都市の名前に由来（エリコ参照）している。941という数字は、9x19mmパラベラム弾と.41AE弾が撃てるということから来ている。
最も一般的な通称「ベビーイーグル」は、先に名前の売れた同社の自動拳銃デザートイーグルにあやかり、アメリカの輸入元のマグナムリサーチ社が命名し、販売したことによる。同様の理由から「ベビーデザートイーグル」、さらにはそのままの「デザートイーグル」という名で販売された物もある。また、以前モスバーグ社がアメリカで販売していた時は、IMI社のヒット商品であるサブマシンガンのウージーにあやかり、「ウージーイーグル」という名で販売されていた。これらのマーケティングによる理由から、特にアメリカ国内では様々な名前で呼ばれている。

## バリエーション
以下の違いでそれぞれ12モデルがある。

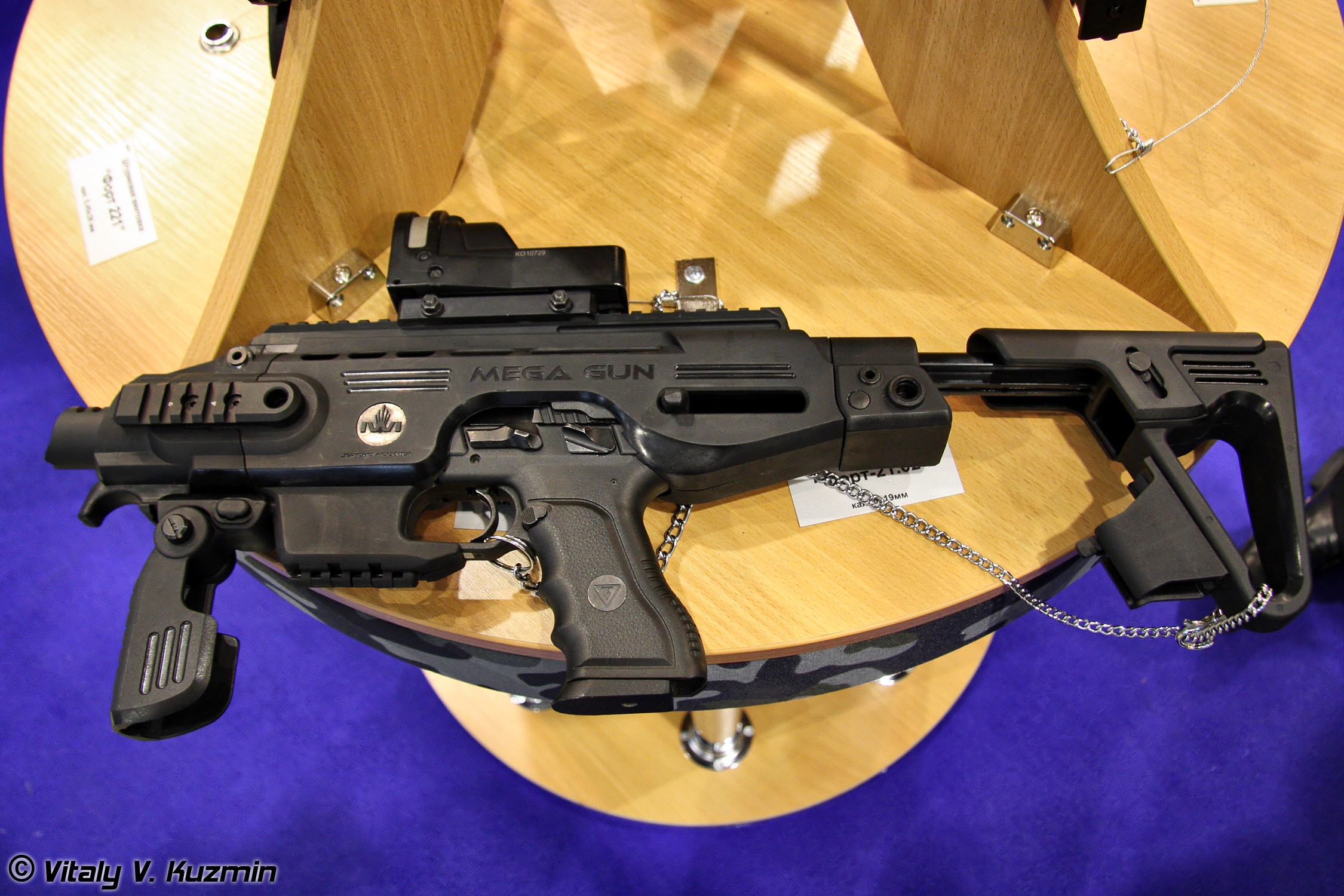
"MEGA GUN (メガガン)" モジュールを装着したジェリコ941

- セーフティーの方式（F：コックアンドロック, R：デコッキング）
- サイズ（フルサイズ, S：セミコンパクト, B：コンパクト）
- 素材（スチール, L：ポリマー）

上記の特有のアルファベットによって型番が構成される。例えば、コックアンドロック、フルサイズ、スチールならば「Jericho 941 F」となり、デコッキング、コンパクト、ポリマーならば「Jericho 941 RBL」という型番になる。
装弾数はフルサイズ、セミコンパクトともに9x19mmパラベラム弾が16発、.40S&W弾が12発。コンパクトが同13発と10発。セミコンパクトでかつスチールのモデル（FSとRS）のみ.45ACP弾が使用可能で、装弾数は10発となっている。
2009年からIWI社の方針転換により、ジェリコの後継として開発・販売されていたバラク（アメリカ販売名SP-21）が統合され、新たにシリーズの仲間入りを果たし「ジェリコB」として販売される事となった。Bは「バラク」の頭文字で、前述のB：コンパクト・モデルとは名称だけでなく銃自体が新規設計された全くの別物である。詳細なスペックについてはIMI バラクSP-21の項目を参照。

## 海外製のジェリコ
クジール M92
ルーマニア製。スライドに安全装置を移した。
md.2000
ルーマニア製。スライドに安全装置を移した。
Fort 21.03
ウクライナ製。ポリマーフレーム。

## 登場作品

### 映画・テレビドラマ
『24 -TWENTY FOUR-』
トニー・アルメイダがシーズン1で使用。
『CSI:マイアミ』
ティム・スピードルがシーズン1-シーズン3 第1話で使用。
『ウォンテッド』
アンジェリーナ・ジョリー演じるフォックスがカーチェイスでの銃撃戦で使用。
『ダイ・ハード4.0』
トーマス・ガブリエルがシルバーの941Rを使用。
『暴走特急』
傭兵のリーダー、マーカス・ペンがシルバーモデルを所持。
『ランボー/最後の戦場』
ミャンマー陸軍のパ・ティー・ティント大佐が941FBを所持している。終盤の戦闘で安全圏へ退避を図ったNGOメンバーを背後から撃って射殺する。
『ワールド・ウォーZ』
旅客機内でセガンが941Fを使用する。
『ワイルド・スピード MEGA MAX』
ジゼルの愛用銃として登場する。
『沈黙の制裁』
主人公の相棒のチー（バイロン･マン）の愛銃として登場。

### 漫画・アニメ ・小説
『押忍!!空手部』
デビッド古谷が使用。
『カウボーイビバップ』
主人公のスパイク・スピーゲルがレーザーグリップカスタムを使用。
『攻殻機動隊』
バトーが使用。
『ヒトクイマジカル』
主人公の戯言遣いが使用
『BLACK LAGOON』
ルマジュールが使用
『名探偵コナン』
赤井秀一が使用

### ゲーム
『スペシャルフォース2』
ゲーム内通貨で購入可能。他のハンドガンよりも移動速度が速いという特徴がある。